# Penchal
Le penchal est une des langues des îles de l'Amirauté, parlée en 1982 par 550 locuteurs en  province de Manus, sur l'île Rambutyo. Ses locuteurs emploient aussi le titan.